# Phare de Merrill Shell Bank
Le phare de Merrill Shell Bank était un phare à vis (screw-pile lighthouse) situé sur un haut-fond du  Détroit du Mississippi dans le comté de Harrison au Mississippi.  Il a été remplacé par une tour à claire-voie reposant sur la même fondation.

## Histoire
Le haut-fond a été marqué pour la première fois par un bateau-phare  à partir de 1847, mais il a été remplacé par un phare à vis en 1860. Le feu a été éteint par les Confédérés, durant la guerre de Sécession, mais n'a pas été endommagé et a été rallumé en 1863. La maison a été endommagée par un incendie en 1880, et fut complètement détruit en 1883 par un autre incendie. Le phare a été reconstruit la même année. 
En 1932, il a été automatisé et en 1945, la maison a été enlevée et remplacée par une tour à claire-voie de 5 mètres de haut, émettant trois éclats verts par périodes de 6 secondes, reposant sur la même fondation. Cette tour a été endommagée par les ouragans de 2005 et le feu a été interrompu en 2007.
Identifiant : ARLHS : USA-491 ; USCG : 4-10330. 

### Lien connexe
- Liste des phares du Mississippi